# Іспанська мова в Колумбії

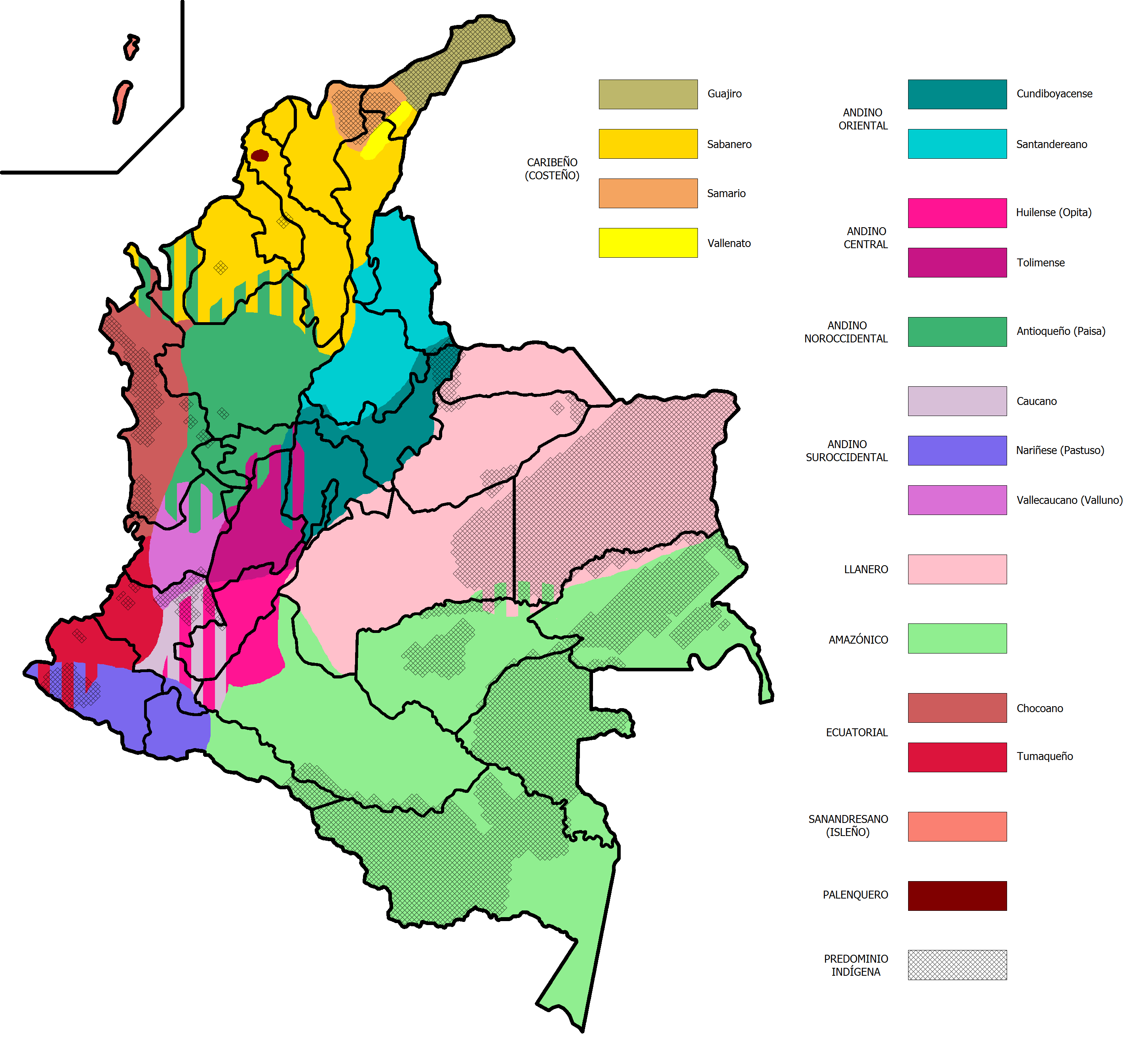
Основні діалекти іспанської мови в Колумбії

Іспанська мова в Колумбії (ісп. Idioma español en Colombia) є офіційною мовою країни згідно з її Конституцією. Іспанська мова почала поширюватися на території сучасної Колумбії з XVI століття, разом з кількома хвилями іспанських колоністів, які змішалися з автохтонними племенами індіанців (мови яких частково збереглися), а також неграми-рабами з Африки, давши початок креольської промови паленкеро. Враховуючи своєрідну географію та історію Колумбії та її розчленований рельєф, можна стверджувати, що іспанська мова в цій країні характеризується помітною діалектною різноманітністю. Іспанська мова в країні не має яскраво вираженої домінуючої національної норми (як у Мексиці, Іспанії чи Аргентині). Навіть мова столиці країни схильна до змін у зв'язку з масовими міжрегіональними міграціями населення в XX столітті.
Усього в країні виділяється не менше 10 великих діалектів з великою кількістю містечкових говірок, на яких говорять понад 47 мільйонів людей у самій Колумбії, а також понад 1 мільйон осіб за її межами, у колумбійській діаспорі.

## Характеристика
Загалом іспанська мова по всій території країни виявляє ряд типово американських характеристик (сесео, предорсализация /s/, заміна займенника 2 л. мн. числа vosotros на ustedes, йєізмо). Восео зберігається за діалектами, але поступово відмирає. До власне «сільських» колумбізмів відносяться вживання займенника sumercé (< su merced), а також складна гендерлектна система вживання займенників tu і Vue.
В артикуляційному плані колумбійські говірки поділяються на дві основні групи: континентальні та приморські, яким фонетично відповідають кастильські та андалузькі норми Іспанії. Враховуючи те, що країну перетинають три ланцюги Анд, сполучення між різними сільськими регіонами країни традиційно ускладнене, а тому іспанська мова регіонів характеризується стійким збереженням регіональної фонетики. При цьому приплив біженців і мігрантів із сільських регіонів у великі міста у XX столітті суттєво змінив їхню історичну діалектну ситуацію. Говори північного узбережжя країни мають типово карибське фонетичне забарвлення.
При цьому на іспанську мову островів колумбійського архіпелагу (Сан-Андрес та інші), перевнесений туди колумбійськими поселенцями в XX столітті, субстратний вплив має місцева санандреська англо-креольська мова афрокарибської народності раїсаль.

## Класифікація колумбійських діалектів
До надзони прибережних діалектів (костеньо / costeño) відносяться:
- Карибсько-колумбійський іспанський та колумбійський острівний діалект (колумбійський ісленьо / isleño)
- Іспанська тихоокеанського узбережжя Колумбії (чокоано / chocoano)